# براين هودج
براين هودج (بالإنجليزية: Bryan Hodge)‏ (23 سبتمبر 1987 في المملكة المتحدة - ) هو لاعب كرة قدم بريطاني في مركز الوسط. لعب مع بلاكبيرن روفرز ونادي بريتشين سيتي ونادي ميلوول ونادي ستنهاوسموير ونادي مانسفيلد تاون ونادي بارتيك ثيسل ونادي غرينوك مورتون ودارلينجتون إف سى.

## وصلات خارجية
- براين هودج على موقع قاعدة بيانات كرة القدم.إي يو (الإنجليزية)
- براين هودج على موقع Soccerbase.com (لاعب) (الإنجليزية)
- براين هودج على موقع Soccerway.com (الإنجليزية)